# Bankdag

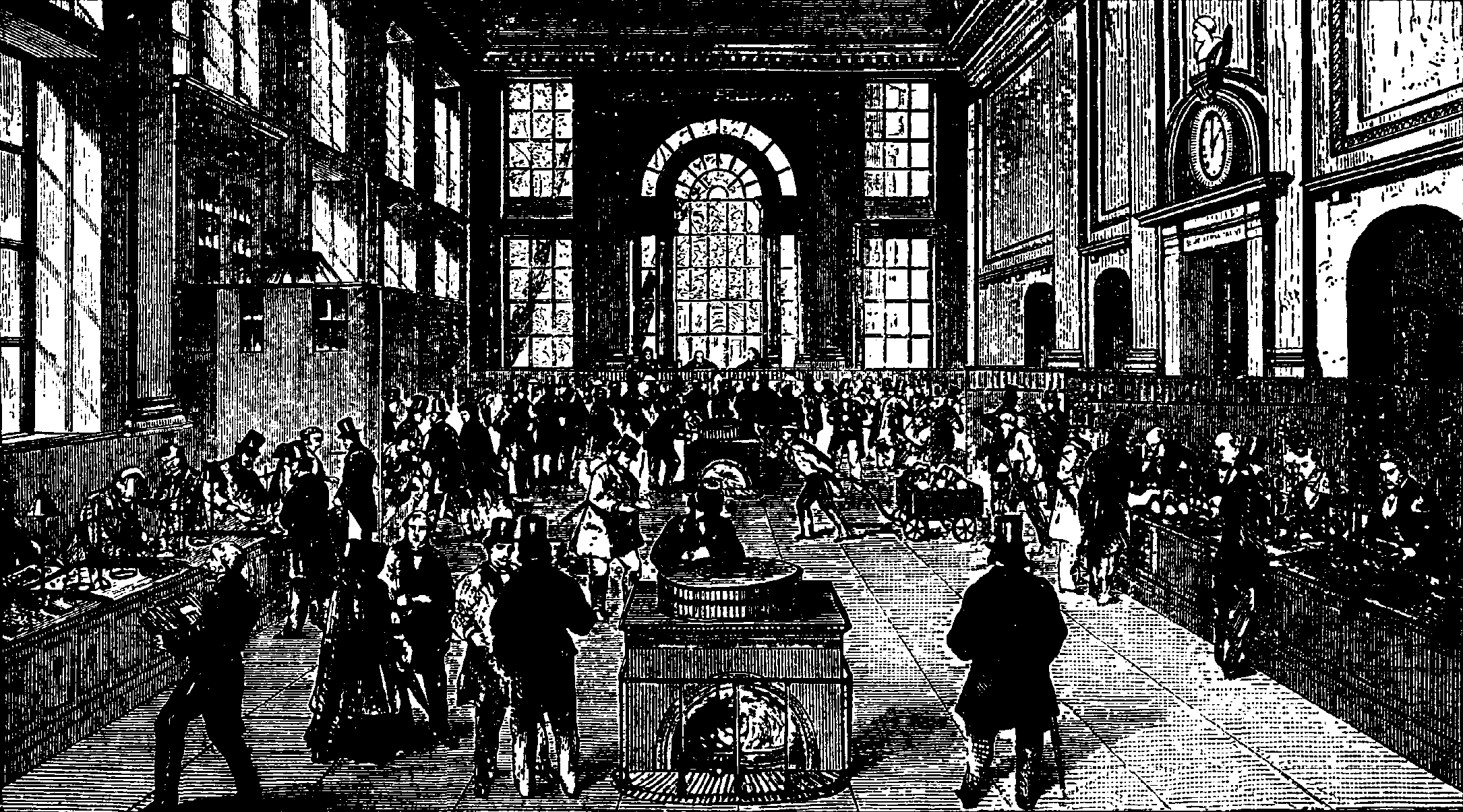
Interiör från Bank of England vid mitten av 1800-talet

En bankdag är en dag när banker i allmänhet har öppet. I Sverige avser en bankdag helgfria måndagar till fredagar med vissa undantag. Dagar som inte räknas till svensk bankdag är bland annat midsommarafton, julafton och nyårsafton. Termen bankdag används ofta vid ränteberäkning, vanligt förekommande är att tillgodoränta börjar räknas först nästa bankdag.
Detta får till effekt att om en insättning görs en fredag får man ränta på det insatta beloppet först från måndagen. Förehavandet kan tyckas lite märkligt, men banken kan å andra sidan inte själv placera pengarna[källa behövs] och få avkastning på det insatta beloppet förrän på måndagen eftersom de flesta finansiella marknader håller stängt över helgen.